# Виктор Константинов
Виктор Константинов Николов е български адвокат.

## Биография
Роден е през 1889 г. в Орхание в бедно семейство. Завършва Юридическия факултет на Софийския университет и работи 34 години като адвокат във Велико Търново. Участва в Първата световна война, с чин поручик и е награден със златен орден за проявена храброст. Умира на 21 юли 1974 г. във Велико Търново.
Женен е за Невена Константинов, с която имат 2 деца – Виктор и Цветанка.